# 谢讷河
谢讷河（法語：Sienne，法語發音：[sjɛn]）是法国诺曼底大区卡尔瓦多斯省与芒什省的一条沿海河流，长92.6千米，发源自努德谢讷，于滨海勒涅维尔和阿贡-库坦维尔流入英吉利海峡。